# ImageMovers Digital
ImageMovers è una casa di produzione cinematografica statunitense creata e gestita da Robert Zemeckis.
Lo studio ha realizzato pellicole come Le verità nascoste con Harrison Ford, Cast Away con Tom Hanks e Il genio della truffa con Nicolas Cage, ma anche i film in animazione digitale Polar Express e La leggenda di Beowulf, con la tecnica del performance capture.

## Storia
Il 1 marzo 1984, Robert Zemeckis fonda la South Side Amusement Company.
Nel 1997 viene annunciato che South Side Amusement Company sarebbe stata ribattezzata ImageMovers e che sarebbero entrati a far parte della compagnia Jack Rapke e il produttore Steve Starkey. 
Nell'agosto 2011 lo studio ha siglato un accordo biennale la Universal Studios. Zemeckis potrà continuare così a sviluppare film in live action.
Il 25 agosto 2016 è stata fondata la divisione televisiva Compari Entertainment.

## ImageMovers Digital
Nel 2007, The Walt Disney Company e ImageMovers hanno creato una società in joint venture chiamata ImageMovers Digital per produrre film d'animazione 3D in performance capture. La società realizzò A Christmas Carol (2009), ma considerando i risultati non soddisfacenti della pellicola, la multinazionale decise la chiusura dello studio per gennaio 2011, subito dopo la realizzazione di Milo su Marte. La Disney ha dichiarato di sperare comunque in una collaborazione a lungo termine con Zemeckis, Rapke e Starkey, per la realizzazione di altri progetti come Yellow Submarine, rivisitazione dell'omonimo film del 1968.

## Filmografia

### Come ImageMovers
- Le verità nascoste (What Lies Beneath), regia di Robert Zemeckis (2000)
- Cast Away, regia di Robert Zemeckis (2000)
- Il genio della truffa (Matchstick Men), regia di Ridley Scott (2003)
- Polar Express (The Polar Express), regia di Robert Zemeckis (2004)
- The Prize Winner of Defiance, Ohio, regia di Jane Anderson (2005)
- L'ultima vacanza  (Last Holiday), regia di Wayne Wang (2006)
- Monster House, regia di Gil Kenan (2006)
- La leggenda di Beowulf (Beowulf), regia di Robert Zemeckis (2007)
- Flight, regia di Robert Zemeckis (2012)
- The Walk, regia di Robert Zemeckis (2015)
- Benvenuti a Marwen (Welcome to Marwen), regia di Robert Zemeckis (2018)
- Project Blue Book - serie TV (2019-in corso)
- Le streghe (The Witches), regia di Robert Zemeckis (2020)
- Finch, regia di Miguel Sapochnik (2021)
- Pinocchio, regia di Robert Zemeckis (2022)
- Here, regia di Robert Zemeckis (2024)

### Come ImageMovers Digital
- A Christmas Carol, regia di Robert Zemeckis (2009)
- Milo su Marte (Mars Needs Moms), regia di Simon Wells (2011)